# Slepá mapa
Slepá mapa je román české spisovatelky Aleny Mornštajnové z roku 2013. Pojednává o osudech tří generací žen z jedné rodiny. Dílo je zasazeno do doby od  první světové války až po Gorbačovovu vládu.

## Obsah
Román sleduje osudy tří generací žen jedné české rodiny. Příběh začíná ve 20. letech 20. století a soustředí se na Annu, která žije ve vesnici a zažívá těžké časy první republiky a druhé světové války. Její dcera Alžběta prožívá mládí v poválečných letech, kdy se potýká s komplikovanými rodinnými vztahy a hledá své místo ve světě.
Alžbětina dcera Anežka se narodila v 50. letech a dospívá v době normalizace, přičemž musí čelit dilematům a výzvám, které přináší život v socialistickém Československu. Kniha se skládá z mozaiky vzpomínek, dopisů a deníkových záznamů, které odhalují osobní tragédie i radosti jednotlivých postav.
Příběhy těchto žen reflektují nejen jejich osobní životy, ale také širší společenské a historické události, které ovlivňují jejich osudy. Román se dotýká témat jako jsou láska, ztráta, obětování a rodinné vztahy, a ukazuje, jak se velké dějiny promítají do životů obyčejných lidí.

## Hlavní postavy
- Anna - Babička, která zažívá těžké časy první republiky a druhé světové války.
- Alžběta - Její dcera, která prožívá mládí v poválečných letech a potýká se s komplikovanými rodinnými vztahy.
- Anežka - Vnučka, která se narodila v 50. letech a dospívá v době normalizace.

## Přijetí díla a interpretace

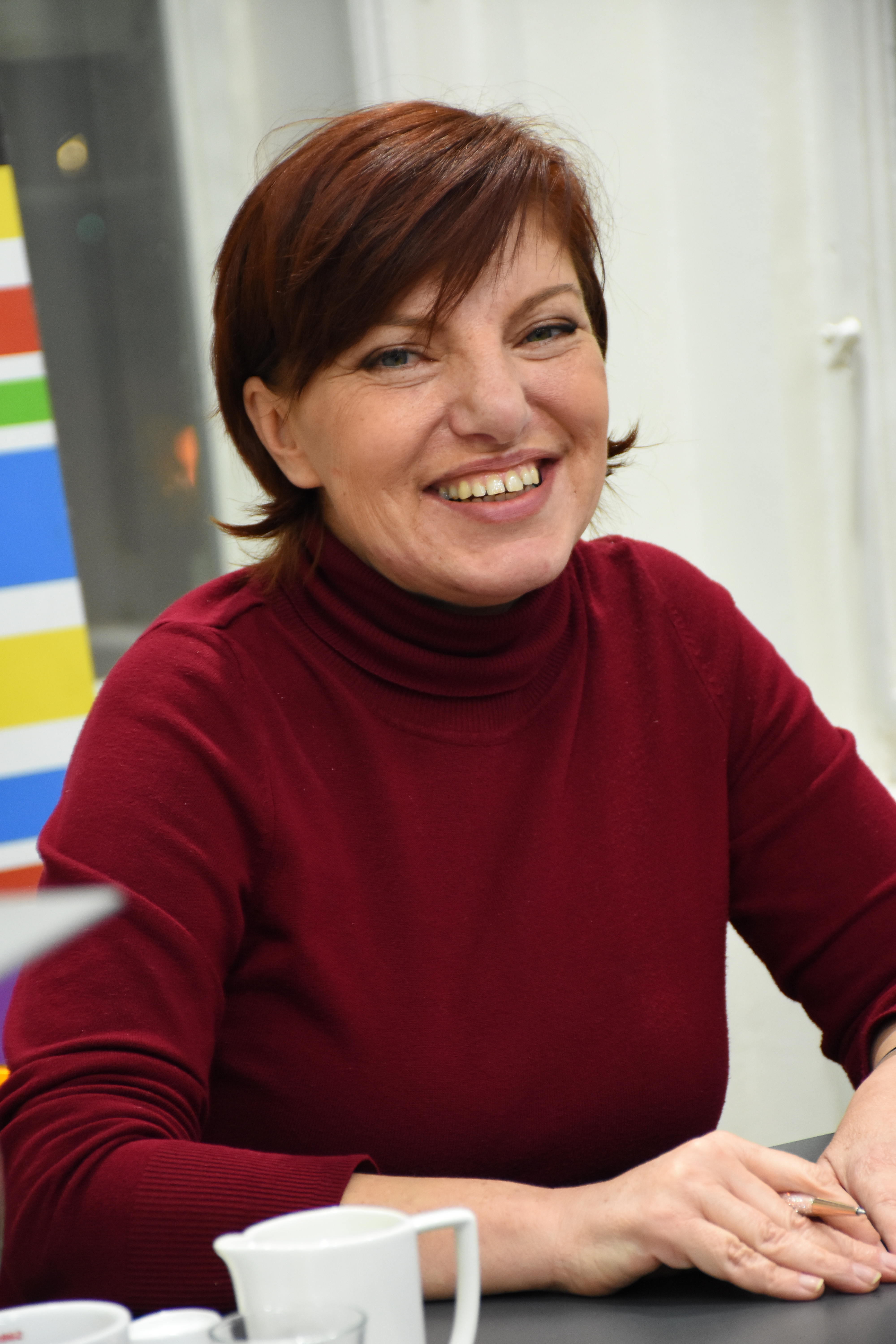
Alena Mornštajnová - autorka knihy

Podle recenze Pavla Kotrly pro Týdeník Rozhlas je román sebevědomým vstupem na literární scénu. Slepou mapu popsal jako rodinnou ságu o třech generacích žen – Anně, Alžbětě a Anežce – jejichž životy jsou ovlivněny klíčovými historickými událostmi, jako jsou hospodářská krize, zabrání Sudet, světové války, komunistický převrat a polistopadová realita. Román je rozdělen do dvou částí. V první části vypravěčka líčí osudy své babičky Anny, která během první světové války ztratí manžela a později umírá na tuberkulózu, a matky Alžběty, která před druhou světovou válkou utíká ze Sudet. Druhá část se zaměřuje na dramatický život vypravěčky Anežky až do současnosti. Hlavní postavy jsou komplexní, mají své klady i zápory, a jejich činy vedou k významným a často tragickým změnám. Příběh je strhující a čtivý, a i přes téměř čtyři sta stran rychle ubíhá. Debut Mornštajnové je podle Kotry pozdní, ale příjemně překvapující. Román se nevyhýbá současnosti, není experimentální, ale jeho kouzlo spočívá v poutavém vyprávění, které recenzent přečetl jedním dechem.
Iva Frühaufová uvedla, že Mornštajnová ve svém vyprávění často zůstává na povrchu a do hloubky motivů a psychologie postav nejde. Postavy jsou charakterizovány především popisem vypravěče a ne jejich jednáním. Fikční svět knihy je však pestrý díky třem hlavním postavám a mnoha dalším, i když ty jsou často jen letmo načrtnuté. Autorka přináší zajímavá témata, ale neprozkoumává je do hloubky, což snižuje potenciál knihy. Například příběh Alžbětina švagra Friedricha Wernera, dozorce s „lidskou tváří“ v koncentračním táboře, je jen stručně naznačený. Kniha také naráží na témata jako role náhody v životě nebo falešné představy o partnerském soužití. Přínosem je různorodost postav, které umožňují různé pohledy na stejné události, například na komunismus z pohledu Alžběty a Anežky. Velkým tématem je také vztah Čechů a Němců.
Pavel Portl v časopise Host zkritizoval poslední část románu a uvedl, že „v poslední fázi už jako by Mornštajnová rezignovala a osmdesátá léta jsou přehledem sovětských generálních tajemníků — Brežněv, Andropov, Černěnko, Gorbačov."